# Эрш везер тере (станция метро)
«Эрш везер тере» (венг. Örs vezér tere — площадь Вождя Эрша) — конечная станция линии M2 (красной) Будапештского метрополитена.
Станция расположена на пересечении улицы Керепеши с улицами Надь-Лайош-кирай и Фехер. Рядом со станцией находится конечная остановка линии HÉV Эрш-везер-тере — Гёдёллё (северо-восточное направление). На перекрёстке возле станции метро находится несколько крупных торговых центров и гипермаркетов.
Станция открыта 4 апреля 1970 года (день 25-летия освобождения Венгрии Советской армией) в составе пускового участка линии M2 «Деак Ференц тер» — «Эрш везер тере». До 1990 года называлась «Фехер ут» (венг. Fehér út, Белая улица).
«Эрш везер тере» — наземная станция. На перегоне «Пилланго утца» — «Эрш везер тере» пути линии M2 метрополитена идут по поверхности параллельно улице Керепеши. Станция имеет 3 пути и 2 платформы: боковая и островная, но используется только последняя и 2 путей из 3: 3-й путь и боковая платформа — служебные.